# Bjarne Thölke
Bjarne Thölke (Gifhorn, 11 aprile 1992) è un calciatore tedesco, difensore del Saarbrücken.

## Carriera

### Club
La sua carriera da calciatore professionista inizia nel 2011, esattamente il 1º ottobre, quando debutta in prima squadra nel match perso contro il Bayer Leverkusen.

### Nazionale
Nel 2011, dopo aver militato sia con l'Under-18 e sia con l'Under-19, entra a far parte della Nazionale della Germania Under-20.